# 9208 км
9208 км — железнодорожный разъезд (населённый пункт) в Надеждинском районе Приморского края. Входит в состав Раздольненского сельского поселения.

## География
Расположен на железной дороге Хабаровск — Владивосток и на автотрассе «Уссури».
В 4 км севернее Железнодорожного разъезда 9208-й км находится Разъезд 9204-й км, в 8 км севернее — станция Барановский, в 6 км южнее — станция Раздольное.
Расстояние по автодороге до посёлка Барановский около 14 км, расстояние до административного центра поселения села Раздольное около 8 км.
Расстояние до районного центра, посёлка городского типа Вольно-Надеждинское (на юг) около 32 км, расстояние до Владивостока около 70 км.

## Население
| 2002 | 2005 | 2008 | 2010 |
| ---- | ---- | ---- | ---- |
| 82   | ↘55  | ↗69  | ↘48  |

## Экономика
Жители работают на железной дороге.